# Општина Тантојука (Веракруз)
Тантојука (шп. Tantoyuca) општина је у Мексику у савезној држави Веракруз. Општина се налази на надморској висини од 139 м.

## Становништво
Према подацима из 2010. у општини је живело 101743 становника.

### Хронологија
| Година       | 2000                  | 2005                  | 2010                   |
| ------------ | --------------------- | --------------------- | ---------------------- |
| Становништво | 94829 (47468 / 47361) | 97949 (48859 / 49090) | 101743 (50432 / 51311) |

### Попис
| \| \| м \| \| \| ж \| \| 0—2 \| 3.069 \| \| \| 2.965 \| \| 3—5 \| 3.365 \| \| \| 3.204 \| \| 6—11 \| 7.642 \| \| \| 7.260 \| \| 12—14 \| 3.678 \| \| \| 3.556 \| \| 15—17 \| 3.817 \| \| \| 3.575 \| \| 18—24 \| 5.676 \| \| \| 5.665 \| \| 60+ \| 5.402 \| \| \| 5.571 \| \| Просек : \| 27,4 \| \| \| 28,3 \| |       |  |  |       |
| |       |  |  |       |
| | м     |  |  | ж     |
| 0—2 | 3.069 |  |  | 2.965 |
| 3—5 | 3.365 |  |  | 3.204 |
| 6—11 | 7.642 |  |  | 7.260 |
| 12—14 | 3.678 |  |  | 3.556 |
| 15—17 | 3.817 |  |  | 3.575 |
| 18—24 | 5.676 |  |  | 5.665 |
| 60+ | 5.402 |  |  | 5.571 |
| Просек : | 27,4  |  |  | 28,3  |

| #   | Индикатор                                                                                        | Вредност |
| --- | ------------------------------------------------------------------------------------------------ | -------- |
| 1   | Становништво од 0 до 2 године                                                                    | 6034     |
| 2   | Мушко становништво од 0 до 2 године                                                              | 3069     |
| 3   | Женско становништво од 0 до 2 године                                                             | 2965     |
| 4   | Становништво са 3 и више година                                                                  | 95486    |
| 5   | Мушко становништво са 3 и више година                                                            | 47248    |
| 6   | Женско становништво са 3 и више година                                                           | 48238    |
| 7   | Становништво са 5 и више година                                                                  | 91177    |
| 8   | Мушко становништво са 5 и више година                                                            | 44984    |
| 9   | Женско становништво са 5 и више година                                                           | 46193    |
| 10  | Становништво са 12 и више година                                                                 | 74015    |
| 11  | Мушко становништво са 12 и више година                                                           | 36241    |
| 12  | Женско становништво са 12 и више година                                                          | 37774    |
| 13  | Становништво са 15 и више година                                                                 | 66781    |
| 14  | Мушко становништво са 15 и више година                                                           | 32563    |
| 15  | Женско становништво са 15 и више година                                                          | 34218    |
| 16  | Становништво са 18 и више година                                                                 | 59389    |
| 17  | Мушко становништво са 18 и више година                                                           | 28746    |
| 18  | Женско становништво са 18 и више година                                                          | 30643    |
| 19  | Становништво од 3 до 5 година                                                                    | 6569     |
| 20  | Мушко становништво од 3 до 5 година                                                              | 3365     |
| 21  | Женско становништво од 3 до 5 година                                                             | 3204     |
| 22  | Становништво од 6 до 11 година                                                                   | 14902    |
| 23  | Мушко становништво од 6 до 11 година                                                             | 7642     |
| 24  | Женско становништво од 6 до 11 година                                                            | 7260     |
| 25  | Становништво од 8 до 14 година                                                                   | 17566    |
| 26  | Мушко становништво од 8 до 14 година                                                             | 9001     |
| 27  | Женско становништво од 8 до 14 година                                                            | 8565     |
| 28  | Становништво од 12 до 14 година                                                                  | 7234     |
| 29  | Мушко становништво од 12 до 14 година                                                            | 3678     |
| 30  | Женско становништво од 12 до 14 година                                                           | 3556     |
| 31  | Становништво од 15 до 17 година                                                                  | 7392     |
| 32  | Мушко становништво од 15 до 17 година                                                            | 3817     |
| 33  | Женско становништво од 15 до 17 година                                                           | 3575     |
| 34  | Становништво од 18 до 24 године                                                                  | 11341    |
| 35  | Мушко становништво од 18 до 24 године                                                            | 5676     |
| 36  | Женско становништво од 18 до 24 године                                                           | 5665     |
| 37  | Женско становништво од 15 до 49 година                                                           | 24424    |
| 38  | Становништво са 60 и више година                                                                 | 10973    |
| 39  | Мушко становништво са 60 и више година                                                           | 5402     |
| 40  | Женско становништво са 60 и више година                                                          | 5571     |
| 41  | Однос између мушкараца и жена                                                                    | 98.29    |
| 42  | Становништво од нуле до 14 година                                                                | 34739    |
| 43  | Становништво од 15 до 64 године                                                                  | 59003    |
| 44  | Становништво од 65 година и више                                                                 | 7778     |
| 45  | Просечан број деце                                                                               | 3.01     |
| 46  | Становништво рођено у ентитету                                                                   | 96587    |
| 47  | Мушко становништво рођено у ентитету                                                             | 47935    |
| 48  | Женско становништво рођено у ентитету                                                            | 48652    |
| 49  | Становништво рођено у другом ентитету                                                            | 4717     |
| 50  | Мушко становништво рођено у другом ентитету                                                      | 2290     |
| 51  | Женско становништво рођено у другом ентитету                                                     | 2427     |
| 52  | Становништво од 5 година и више резидентно у ентитету у јуну 2005. године                        | 89390    |
| 53  | Мушко становништво старосног доба од 5 година и више, резидентно у ентитету у јуну 2005. године  | 44104    |
| 54  | Женско становништво старосног доба од 5 и више година, резидентно у ентитету у јуну 2005. године | 45286    |
| 55  | Становништво од 5 година и више које је живело у другом ентитету у јуну 2005. године             | 1328     |
| 56  | Мушко становништво старије од 5 година које је живело у другом ентитету у јуну 2005. године      | 654      |
| 57  | Женско становништво старије од 5 година које је живело у другом ентитету у јуну 2005. године     | 674      |
| 58  | Становништво од 3 године и више које говори аутохтони језик                                      | 48236    |
| 59  | Мушко становништво старо 3 године и више које говори аутохтони језик                             | 24248    |
| 60  | Женско становништво старо 3 године и више које говори аутохтони језик                            | 23988    |
| 61  | Становништво од 3 године и више које говори аутохтони језик и не говори шпански језик            | 2005     |
| 62  | Мушко становништво старо 3 године и више које говори аутохтони језик и не говори шпански         | 768      |
| 63  | Женско становништво старо 3 године и више које говори аутохтони језик и не говори шпански језик  | 1237     |
| 64  | Становништво старо 3 године и више које говори аутохтони језик и шпански                         | 45606    |
| 65  | Мушко становништво старо 3 године и више које говори аутохтони језик и шпански                   | 23207    |
| 66  | Женско становништво старо 3 године и више које говори аутохтони језик и шпански                  | 22399    |
| 67  | Становништво од 5 година и више које говори аутохтони језик                                      | 46400    |
| 68  | Становништво од 5 година и више које говори аутохтони језик и не говори шпански језик            | 1632     |
| 69  | Становништво од 5 година и више које говори аутохтони језик и говори шпански језик               | 44161    |
| 70  | Становништво у домородачким домаћинствима                                                        | 66101    |
| 71  | Становништво са ограничењима у активностима                                                      | 3196     |
| 72  | Становништво са ограниченим ходањем или кретањем, горе или доле                                  | 1335     |
| 73  | Становници са ограничењима вида, чак и уз кориштење сочива                                       | 997      |
| 74  | Становништво са ограничењима говора, комуникације или конверзације                               | 330      |
| 75  | Становништво са ограниченим слухом                                                               | 499      |
| 76  | Становништво са ограничењима при одевању, купању или јелу                                        | 105      |
| 77  | Становништво са ограничењима у опажању или учењу једноставних ствари                             | 155      |
| 78  | Становништво са менталним ограничењима                                                           | 376      |
| 79  | Становништво без ограничења активности                                                           | 97577    |
| 80  | Становништво од 3 до 5 година које не похађа школу                                               | 3118     |
| 81  | Мушко становништво од 3 до 5 година које не похађа школу                                         | 1644     |
| 82  | Женско становништво од 3 до 5 година које не похађа школу                                        | 1474     |
| 83  | Становништво од 6 до 11 година које не похађа школу                                              | 283      |
| 84  | Мушко становништво од 6 до 11 година које не похађа школу                                        | 153      |
| 85  | Женско становништво од 6 до 11 година које не похађа школу                                       | 130      |
| 86  | Становништво од 12 до 14 година које не похађа школу                                             | 406      |
| 87  | Мушко становништво од 12 до 14 година које не похађа школу                                       | 215      |
| 88  | Женско становништво од 12 до 14 година које не похађа школу                                      | 191      |
| 89  | Становништво од 15 до 17 година похађа школу                                                     | 5417     |
| 90  | Мушко становништво од 15 до 17 година похађа школу                                               | 2789     |
| 91  | Женско становништво између 15 и 17 година живота у школи                                         | 2628     |
| 92  | Становништво од 18 до 24 године похађа школу                                                     | 3349     |
| 93  | Мушко становништво од 18 до 24 године похађа школу                                               | 1736     |
| 94  | Женско становништво од 18 до 24 године похађа школу                                              | 1613     |
| 95  | Становништво од 8 до 14 година које не може да чита и пише                                       | 1385     |
| 96  | Мушко становништво старосног доба од 8 до 14 година које не може да чита и пише                  | 785      |
| 97  | Женско становништво старосног доби од 8 до 14 година које не може да чита и пише                 | 600      |
| 98  | Становништво од 15 година и више које је неписмено                                               | 9360     |
| 99  | Мушко становништво од 15 година и више које је неписмено                                         | 3549     |
| 100 | Женско становништво од 15 година и више које је неписмено                                        | 5811     |
| 101 | Становништво старо 15 и више година без школовања                                                | 6060     |
| 102 | Мушко становништво старо 15 и више година без школовања                                          | 2259     |
| 103 | Женско становништво старо 15 и више година без школовања                                         | 3801     |
| 104 | Становништво старосног доба 15 и више година са непотпуним основним образовањем                  | 16847    |
| 105 | Мушко становништво старосног доба од 15 година и више са непотпуном основним образовањем         | 8208     |
| 106 | Женско становништво старосног доба 15 и више година са непотпуном основним образовањем           | 8639     |
| 107 | Становништво старо 15 и више година са комплетним основним образовањем                           | 13042    |
| 108 | Мушко становништво старо 15 година и више са комплетним основним образовањем                     | 6424     |
| 109 | Женско становништво старо 15 и више година са комплетним основним образовањем                    | 6618     |
| 110 | Становништво старосног доба 15 и више година са непотпуним средњим образовањем                   | 3492     |
| 111 | Мушко становништво старосног доба од 15 година и више са непотпуним средњим образовањем          | 1952     |
| 112 | Женско становништво старосног доба од 15 година и више са непотпуним средњим образовањем         | 1540     |
| 113 | Становништво старо 15 и више година са пуним секундарном образовањем                             | 10985    |
| 114 | Мушко становништво старосног доба од 15 година и више са пуним секундарном образовањем           | 5633     |
| 115 | Женско становништво старосног доба од 15 година и више са пуним секундарном образовањем          | 5352     |
| 116 | Становништво старије од 18 година са постосновним образовањем                                    | 13801    |
| 117 | Мушко становништво старије од 18 година са постосновним образовањем                              | 6907     |
| 118 | Женско становништво старије од 18 година са постосновним образовањем                             | 6894     |
| 119 | Просечна оцена школовања                                                                         | 6.91     |
| 120 | Просечан ниво образовања мушке популације                                                        | 7.11     |
| 121 | Просечан ниво образовања женског становништва                                                    | 6.71     |
| 122 | Економски активно становништво                                                                   | 34072    |
| 123 | Економски активна мушка популација                                                               | 26493    |
| 124 | Економски активна женска популација                                                              | 7579     |
| 125 | Становништво које није економски активно                                                         | 39448    |
| 126 | Мушко становништво које није економски активно                                                   | 9456     |
| 127 | Женско становништво које није економски активно                                                  | 29992    |
| 128 | Запослено становништво                                                                           | 33526    |
| 129 | Запослено мушко становништво                                                                     | 26054    |
| 130 | Запослено женско становништво                                                                    | 7472     |
| 131 | Незапослена популација                                                                           | 546      |
| 132 | Незапослена мушка популација                                                                     | 439      |
| 133 | Незапослена женска популација                                                                    | 107      |
| 134 | Становништво без права на здравствене услуге                                                     | 26469    |
| 135 | Становништво које има право на здравствене услуге                                                | 74883    |
| 136 | Становништво које има право на ИМСС                                                              | 24513    |
| 137 | Становништво које има право на социјално осигурање                                               | 5180     |
| 138 | Становништво које има право на државно социјално осигурање                                       | 90       |
| 139 | Становништво које има право на опште осигурање или здравствено осигурање за нову генерацију      | 41934    |
| 140 | Становништво које је било једном или није било у браку током 12 година и више                    | 26735    |
| 141 | Венчано или уједињено становништво од 12 година и више                                           | 40865    |
| 142 | Становништво које је било у браку или уједињено 12 година и више                                 | 6294     |
| 143 | Становништво са католичком религијом                                                             | 94233    |
| 144 | Протестанти, еванђелисти и библијски следбеници различити од еванђелиста                         | 5780     |
| 145 | Становништво са другим религијама различитим од претходних                                       | 3        |
| 146 | Становништво без религије                                                                        | 962      |
| 147 | Укупно пописаних домаћинства                                                                     | 23641    |
| 148 | Пописна домаћинства на челу са мушкарцима                                                        | 19242    |
| 149 | Пописна домаћинства на челу са женама                                                            | 4399     |
| 150 | Становништво у пописним домаћинствима                                                            | 101485   |
| 151 | Становништво у пописним домаћинствима на челу са мушкарцима                                      | 87354    |
| 152 | Становништво у пописним домаћинствима на челу са женама                                          | 14131    |
| 153 | Укупно домаћинстава                                                                              | 27166    |
| 154 | Укупно насељених домаћинстава                                                                    | 23695    |
| 155 | Укупно приватних кућа                                                                            | 27112    |
| 156 | Насељени приватни домови                                                                         | 23641    |
| 157 | Укупно насељених приватних кућа                                                                  | 23693    |
| 158 | Ненасељене приватне куће                                                                         | 1928     |
| 159 | Појединачна домаћинства за привремену употребу                                                   | 1543     |
| 160 | Становници у насељеним приватним кућама                                                          | 101485   |
| 161 | Насељеност станара у приватним становима                                                         | 4.29     |
| 162 | Просечно становника по соби у приватним насељеним домаћинствима                                  | 1.32     |
| 163 | Појединачна домаћинства са подовима од различитих материјала од земље                            | 20089    |
| 164 | Појединачна домаћинства у приземљу                                                               | 3453     |
| 165 | Појединачна домаћинства са једном спаваћом собом                                                 | 10347    |
| 166 | Појединачна домаћинства са две спаваће собе и више                                               | 13244    |
| 167 | Појединачна домаћинства са једним собом                                                          | 1862     |
| 168 | Појединачна домаћинства са две собе                                                              | 6054     |
| 169 | Појединачна домаћинства са 3 собе и више                                                         | 15657    |
| 170 | Појединачна домаћинства која имају електрично светло                                             | 19426    |
| 171 | Појединачна домаћинства која немају електрично светло                                            | 4147     |
| 172 | Појединачна домаћинства која имају водоводну воду у стамбеном простору                           | 8180     |
| 173 | Појединачна домаћинства која немају водоводну воду у стамбеном простору                          | 15381    |
| 174 | Појединачна домаћинства која имају тоалет                                                        | 23032    |
| 175 | Појединачна домаћинства која имају канализацију                                                  | 7156     |
| 176 | Појединачна домаћинства која немају канализацију                                                 | 16388    |
| 177 | Појединачна домаћинства која имају електрично светло, довод воде из јавне мреже и канализацију   | 5025     |
| 178 | Појединачна домаћинства без икаквих услова                                                       | 2327     |
| 179 | Појединачна домаћинства која имају радио                                                         | 18026    |
| 180 | Појединачна домаћинства која имају телевизор                                                     | 15846    |
| 181 | Појединачна домаћинства која имају фрижидер                                                      | 11357    |
| 182 | Појединачна домаћинства која имају машину за веш                                                 | 4170     |
| 183 | Појединачна домаћинства која имају аутомобил или комби                                           | 3249     |
| 184 | Појединачна домаћинства која имају рачунар                                                       | 1922     |
| 185 | Појединачна домаћинства која имају фиксну телефонску линију                                      | 2561     |
| 186 | Појединачна домаћинства која имају мобилни телефон                                               | 10916    |
| 187 | Појединачна домаћинства која имају приступ интернету                                             | 1167     |